# Силкин, Геннадий Рафаилович
Геннадий Рафаилович Силкин (род. в 1937/1938 годах) — советский футболист, нападающий. Мастер спорта СССР (1957).

## Биография
Начинал карьеру Силкин в «Торпедо» из Горького.
Потом его позвали в ЦСКА, но за 2 года пребывания там он сыграл всего 14 матчей и не забил ни одного гола.
Потом перешёл в Команду из Серпухова, но за неё не сыграл ни одного матча, перешёл в горьковскую «Ракету», а потом вернулся в «Торпедо».
Потом перешёл в «Волгу», потом в Металлург из Запорожья и вернулся обратно в Горький в «Волгу».
Последние годы карьеры провел в «Химике», где в 1968 году исполнял роль играющего тренера.
В 1980-е годы работал учителем физической культуры в школе № 39 города Дзержинска Горьковской области.